# Joseph Frantz
Joseph Frantz (Beaujeu, 7 agosto 1890 – Parigi, 12 settembre 1979) è stato un militare e aviatore francese, appartenente alla squadriglia da ricognizione V 24, noto insieme al suo meccanico Louis Quenault per aver ottenuto nel corso della prima guerra mondiale il primo abbattimento di un velivolo nemico da parte di un altro aereo il 5 ottobre 1914, quando a colpi di mitragliatrice Hotchkiss Mle 1914 distrusse un Aviatik B.I delle Fliegertruppen des deutschen Kaiserreiches tedesche su Jonchery-sur-Vesle.

## Biografia
Nacque a Beaujeu (Rodano il 7 agosto 1890,  figlio Joseph Philippe e di Angèle Jeanne Marie Desthieux. Frequentò la scuola di volo a partire dal 1910, ottenendo il brevetto di pilota a Mourmelon il 3 febbraio 1911 per essere quindi assunto come pilota presso la ditta di costruzioni aeronautiche Savary, allora diretta dal fondatore Robert Savary. Nel corso del 1911 stabilì il record del mondo di durata per volo con due passeggeri, passando tra le due torri della Cattedrale di Chartres, che gli fruttò la nomina a pilota collaudatore, e in quello stesso anno partecipò a numerosi raduni militari, e nel 1912 la vittoria alla Coupe Pommery. In quello stesso anno partì per prestare servizio militare, assegnato al 151º Reggimento fanteria di stanza a Verdun, passando poi al corpo del genio militare continuando a volare a Chartres durante i periodi di licenza. Nel corso del 1913 prese parte alle grandi manovre aeronautiche tenutesi a Tolone, stabilendo in quello stesso anno il record mondiale di altitudine con tre passeggeri a bordo.

### La prima guerra mondiale
Congedatosi nel giugno 1914, fu richiamato in servizio attivo allo scoppio della prima guerra mondiale, assegnato alla Escadrille V 24, una unità da ricognizione equipaggiata con velivoli Voisin e di stanza a Villers-Semeuse. Promosso sergente il 6 agosto successivo, nel mese di settembre la sua unità si stabilì sul campo d’aviazione di Lhéry (Marna). Il 5 ottobre conseguì il primo abbattimento di un velivolo avversario della storia dell’aviazione. Decollato da Lhéry insieme al suo meccanico-mitragliere, Louis Quenault, a bordo di un velivolo Voisin III equipaggiato con una mitragliatrice Hotchkiss Mle 1914, sparando brevi raffiche distrusse un Aviatik B.I tedesco tra i confini dei comuni di Jonchery-sur-Vesle, Prouilly e Muizon. L’Aviatik  precipitò in fiamme a Jonchery, nei pressi del quartier generale della V Armée del generale Franchet d’Espèrey il quale accorse subito sul posto. Tale azione gli valse la concessione della Croce di Cavaliere della Legion d’onore, mentre Quenault ricevette la Médaille militaire.
Nel 1915 fu assegnato come pilota collaudatore alla ditta Voisin di Parigi, dove curò la realizzazione del prototipo di un bombardiere quadrimotore triplano, e poi del Voisin VIII. Nel corso della sua permanenza alla Voisin collaudò personalmente dodici tipi di velivoli, congedandosi dall’esercito nel 1918 con il grado di tenente continuò a svolgere attività di volo fino al 1920 quando aprì una ditta di riparazioni dei motori a Boulogne-Billancourt che più tardi si specializzò nell’elettrolisi dei metalli e assunse la denominazione di Frantz Électrolyse.

### Gli ultimi anni
Mobilitato nuovamente allo scoppio della seconda guerra mondiale con il grado di capitano, nel corso del 1939 assunse il comando di un gruppo da trasporto di stanza a Bordeaux. Dopo la sconfitta della Francia e fino alla liberazione da parte degli Alleati sospese ogni attività lavorativa della propria industria al fine di non collaborare con gli occupanti, riprendendo l’attività nel 1945. Ritiratosi a vita privata all’inizio del 1960, ricoprì l’incarico di presidente dell’associazione Vieilles Tiges, di cui era uno dei soci fondatori dal 1922, e fondando la rivista Pionniers, Revue aéronautique trimestrielle des Vieilles Tiges il cui primo numero apparve il 15 luglio 1964.
Si spense a Parigi il 12 settembre 1979, e il suo corpo fu tumulato nel Cimitero di Montparnasse.

### Annotazioni
1. ↑  Il suo brevetto è il numero 363.
2. ↑  I due militari tedeschi, il sottufficiale pilota Wilhelm Schlichting e il tenente osservatore Fritz von Zangen rimasero uccisi, e il loro corpi vennero tumulati con gli onori militari per espresso ordine di Franchet d'Espèrey, il quale volle anche che gli oggetti personali loro appartenuti venissero recapitati alla famiglie.

### Fonti
1. ↑  Gentilli 2014, p. 70.
2. 1 2 3 4 5 6  Gentilli 2014, p. 72.
3. 1 2  Gentilli 2014, p. 71.
4. 1 2 3 4 5 6  Gentilli 2014, p. 73.

### Periodici
- Roberto Gentilli, Il primo duello, in JP4, mensile di Aeronautica e Spazio, n. 10, Firenze, EdiService, ottobre 2014.